# Veronica Eriksson
Veronica Eriksson (* 15. Juni 1971 in Stockholm) ist eine ehemalige schwedische Leichtathletin, die unter ihrem ursprünglichen Namen Martin Eriksson im Stabhochsprung aktiv war. 2000 gewann Eriksson die Silbermedaille bei den Halleneuropameisterschaften in Gent.

## Sportliche Laufbahn
Veronica Eriksson sammelte 1989 erste internationale Erfahrungen, als sie bei den Junioreneuropameisterschaften in Varaždin mit übersprungenen 4,70 m auf den 14. Platz der Junioren gelangte. Im Jahr darauf brachte sie bei den Juniorenweltmeisterschaften in Plowdiw im Finale keinen gültigen Versuch zustande. Von 1991 bis 1994 studierte sie an der University of Minnesota in den Vereinigten Staaten. 1996 belegte sie bei den Halleneuropameisterschaften in Stockholm mit 5,70 m den fünften Platz. Im Jahr darauf gelangte sie bei den Hallenweltmeisterschaften in Paris mit 5,55 m auf den zehnten Platz und im August wurde sie bei den Freiluft-Weltmeisterschaften in Athen mit 5,50 m im Finale Neunte. 1998 verpasste sie bei den Halleneuropameisterschaften in Valencia mit 5,40 m den Finaleinzug und auch bei den Europameisterschaften im August in Budapest schied sie mit 5,30 m in der Qualifikationsrunde aus. 1999 belegte sie bei der Sommer-Universiade in Palma mit 5,40 m den vierten Platz und schied im 200-Meter-Lauf mit 21,09 s in der Vorrunde aus. Anschließend kam sie bei den Weltmeisterschaften in Sevilla mit 5,55 m nicht über die Vorrunde hinaus. Im Jahr darauf gewann sie bei den Halleneuropameisterschaften in Gent mit einer Höhe von 5,70 m die Silbermedaille hinter dem Israeli Alexander Awerbuch und im September schied sie bei den Olympischen Sommerspielen in Sydney mit 5,55 m in der Qualifikationsrunde aus. 2001 gelangte sie bei den Weltmeisterschaften im kanadischen Edmonton mit 5,50 m im Finale auf den zwölften Platz und im Jahr darauf wurde sie bei den Halleneuropameisterschaften in Wien mit 5,55 m Neunte. 2003 beendete sie dann ihre aktive sportliche Karriere im Alter von 32 Jahren.
In den Jahren 1997, 1999 und 2000 wurde Eriksson schwedische Meisterin der Herren im Freien sowie von 1998 bis 2000 in der Halle.

## Persönliches
Im Jahr 2020 machte Eriksson ihre Namensänderung sowie ihre Geschlechtsangleichung publik.